# Kim Ju-na
Kim Ju-na (podle standardní transkripce Kim Jŏn-a, hangul: 김연아, IPA: kim.jʌn.a; * 5. září 1990, Pučchon, Jižní Korea) je bývalá jihokorejská krasobruslařka, olympijská vítězka z vancouverských her, dvojnásobná mistryně světa pro roky 2009 a 2013 a také stříbrná medailistka z let 2010 a 2011. Jihokorejské národní mistrovství vyhrála pětkrát (2002–2005, 2013).
Na Zimních olympijských hrách 2010 ve Vancouveru zajela nové světové rekordy, jak v krátkém programu s hodnotou 78,50 bodů, stejně tak velkým rozdílem oproti stávajícímu ve volné jízdě hodnotou 150,06 bodů i v celkovém bodovém hodnocení 228,56 v rámci nového systému klasifikace ISU. Je první závodnicí vůbec, která překonala hranici 200 bodů a také první, jež obdržela hodnocení gradace +2,20 bodů za provedení skoků v této klasifikaci ISU.
V roce 2009 vyhrála mistrovství světa, a také mistrovství čtyř kontinentů, je trojnásobnou šampiónkou Finále Grand Prix v krasobruslení (2006–2007, 2007–2008, 2009–2010), juniorskou mistryní světa pro rok 2006, vítězkou finále juniorské soutěže Grand Prix (2005–2006) a pětinásobnou ženskou mistryní Jižní Koreje.
Stala se prvním korejským krasobruslařem v historii, který vyhrál celou juniorskou sérii Grand Prix, Finále GP, mistrovství čtyř kontinentů a mistrovství světa pořádané Mezinárodní bruslařskou unií. Patří k nejznámějším jihokorejským sportovcům.

## Osobní život
Narodila se v roce 1990 v Pučchonu, provincie Kjonggi. V šesti letech se s rodinou přestěhovala do městečka Kunpcho. Pro nedostatek času během dne často absolvovala krasobruslařské tréninky ve večerních a nočních hodinách. Na počátku roku 2007 se přestěhovala do kanadského Toronta pro kvalitnější vedení přípravy pod vedením Briana Orsera. Roku 2009 nastoupila na Korejskou univerzitu, ale současně zůstala členkou tréninkového centra v Kanadě.

## Skokové prvky
V sezóně 2009–2010 měla ve svém repertoáru následující skoky a skokové kombinace:
|                | Skoky (základní hodnocení) | Gradace           | Nejlepší hodnocení v závodě |
| Krátký program | 3Lutz-3Toeloop kombinace (10,0) 3Flip (5,50) 2Axel (3,50) | +2,00 +1,20 +1,60 | 23,80 – ZOH 2010            |
| Volná jízda    | 3Lutz-3Toeloop kombinace (10,0) 3Flip (5,50) 2Axel-2Toeloop-2Loop ckombinace (6,30) 2Axel-3Toeloop kombinace (8,25) 3Salchow (4,95) 3Lutz x (6,60) 2Axel (3,85) |                   |                             |

- Poznámka: 2 – dvojitý skok; 3 – trojitý skok

## Program
| Sezóna  | Krátký program | Volná jízda | Exhibice |
| ------- | --- | --- | --- |
| 2012–13 | The Kiss of the Vampire skladatel James Bernard                                                                                | Les Misérables skladatel Claude-Michel Schönberg                                                                                    | All of Me skladatel Michael Bublé |
| 2011–12 | nestartovala | nestartovala | All of Me skladatel Michael Bublé Someone Like You interpretka Adele Fever interpretka Beyoncé |
| 2010-11 | Giselle skladatel Adolphe Charles Adam choreografie David Wilson                                                               | Homage to Korea korejská lidová choreografie David Wilson                                                                           | Bulletproof skladatel La Roux choreografie David Wilson |
| 2009-10 | Směs z filmů Jamese Bonda skladatel Monty Norman, John Barry a David Arnold choreografie David Wilson                          | Piano Concerto in F skladatel George Gershwin choreografie David Wilson                                                             | Méditation z opery Thaïs skladatel Jules Massenet choreografie David Wilson Don't Stop the Music provedení Rihanna choreografie Sandra Bezic                                                                                                  |
| 2008-09 | Danse Macabre skladatel Camille Saint-Saëns provedení Gil Šaham choreografie David Wilson                                      | Šeherezáda skladatel Nikolaj Andrejevič Rimskij-Korsakov choreografie David Wilson                                                  | Gold z muzikálu Camille Claudel skladatelka Linda Eder choreografie David Wilson Only Hope z A Walk to Remember by Mandy Moore choreografie David Wilson                                                                                      |
| 2007-08 | Die Fledermaus skladatel Johann Strauss mladší choreografie David Wilson                                                       | Miss Saigon skladatel Claude-Michel Schönberg choreografie David Wilson                                                             | Only Hope z A Walk to Remember skladatelka Mandy Moore choreografie David Wilson Once Upon a Dream z muzikálu Jekyll and Hyde skladatelka Linda Eder choreografie David Wilson Just a Girl autorství hudby No Doubt choreografie David Wilson |
| 2006-07 | El Tango de Roxanne z filmu Moulin Rouge! skladatel Mariano Mores Despertar skladatel Ástor Piazzolla choreografie Tom Dickson | The Lark Ascending skladatel Ralph Vaughan Williams choreografie David Wilson                                                       | Reflection z filmu Mulan skladatelka Christina Aguilera choreografie Brian Orser |
| 2005-06 | El Tango de Roxanne z filmu Moulin Rouge! skladatel Mariano Mores Despertar skladatel Ástor Piazzolla choreografie Tom Dickson | Papa, Can You Hear Me? z filmu Yentl skladatel Michel Legrand provedení Jicchak Perlman choreografie Jeffrey Buttle a Jadene Fullen | One Day I'll Fly Away z filmu Moulin Rouge! provedení Nicole Kidman choreografie Kim Yu-Na a Kim Se-Yeol |
| 2004-05 | Snowstorm skladatel Georgij Sviridov choreografie Catarina Lindgren                                                            | Papa, Can You Hear Me? z filmu Yentl skladatel Michel Legrand provedení Jicchak Perlman choreografie Jeffrey Buttle a Jadene Fullen | Ben skladatel Michael Jackson choreografie Kim Yu-Na a Chi Hyun-Jung |
| 2003-04 | Snowstorm skladatel Georgij Sviridov choreografie Catarina Lindgren                                                            | Carmen skladatel Georges Bizet choreografie Catarina Lindgren                                                                       | |
| 2002-03 | Can-can skladatel Jacques Offenbach choreografie Catarina Lindgren                                                             | Carmen skladatel Georges Bizet choreografie Catarina Lindgren                                                                       | |
| 2001-02 | Can-can skladatel Jacques Offenbach choreografie Catarina Lindgren                                                             | The Carnival of the Animals skladatel Camille Saint-Saëns choreografie Garnet                                                       | |

## Statistika výsledků

### Výsledky – ženy

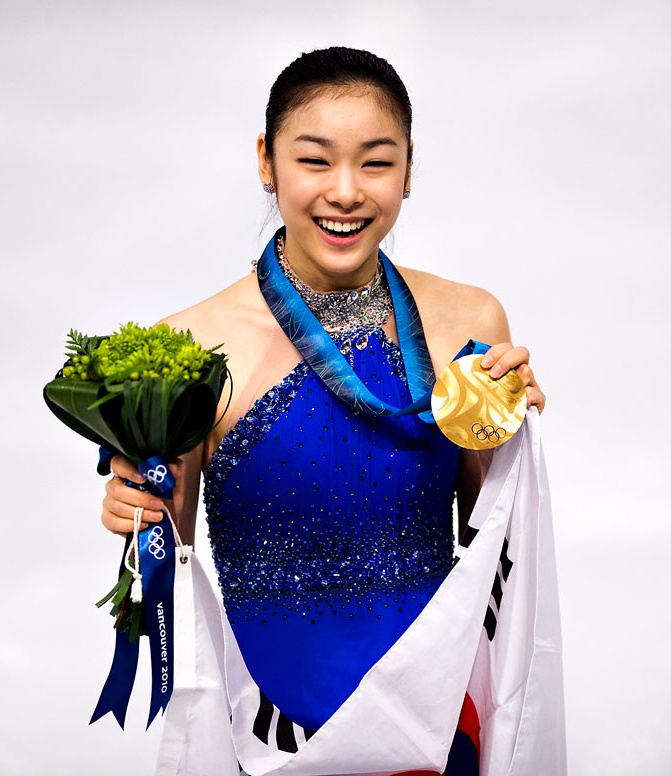
Kim Ju-na po medailovém ceremoniálu na ZOH 2010.

| Událost                     | 2006–07 | 2007–08 | 2008–09 | 2009–10 | 2010–11 | 2012–13 | 2013–14 |
| --------------------------- | ------- | ------- | ------- | ------- | ------- | ------- | ------- |
| Olympijské hry              |         |         |         | 1.      |         |         | 2.      |
| Mistrovství světa           | 3.      | 3.      | 1.      | 2.      | 2.      | 1.      |         |
| Mistrovství čtyř kontinentů |         |         | 1.      |         |         |         |         |
| Mistrovství Jižní Korey     |         |         |         |         |         | 1.      | 1.      |
| Finále Grand Prix           | 1.      | 1.      | 2.      | 1.      |         |         |         |
| Americká brusle             |         |         | 1.      | 1.      |         |         |         |
| Trophée Eric Bompard        | 1.      |         |         | 1.      |         |         |         |
| Čínský pohár                |         | 1.      | 1.      |         |         |         |         |
| Ruský pohár                 |         | 1.      |         |         |         |         |         |
| Kanadská brusle             | 3.      |         |         |         |         |         |         |
| Golden Spin                 |         |         |         |         |         |         | 1.      |
| NRW Trophy                  |         |         |         |         |         | 1.      |         |

### Výsledky – junioři
| Událost                 | 2001–02 | 2002–03 | 2003–04 | 2004–05 | 2005–06 |
| ----------------------- | ------- | ------- | ------- | ------- | ------- |
| Mistrovství světa       |         |         |         | 2.      | 1.      |
| Mistrovství Jižní Korey |         | 1.      | 1.      | 1.      | 1.      |
| Finále Grand Prix       |         |         |         | 2.      | 1.      |
| Grand Prix, Bulharsko   |         |         |         |         | 1.      |
| Grand Prix, Slovensko   |         |         |         |         | 1.      |
| Grand Prix, Maďarsko    |         |         |         | 1.      |         |
| Grand Prix, Čína        |         |         |         | 2.      |         |
| Triglav Trophy          | 1. N    |         |         |         |         |
| Zlatý medvěd, Záhřeb    |         |         | 1. N    |         |         |

*N = úroveň začátečníků